# William Ruffin Cox

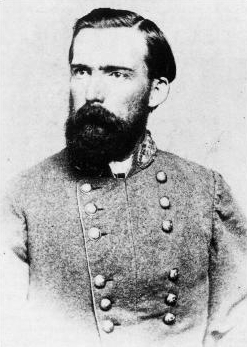
William Ruffin Cox

William Ruffin Cox (* 11. März 1832 in Scotland Neck, Halifax County, North Carolina; † 26. Dezember 1919 in Richmond, Virginia) war ein Brigadegeneral der Konföderierten Armee im Sezessionskrieg sowie späterer Politiker und Kongressmitglied.

## Leben
Cox war der Enkel eines britischen Marineoffiziers, der Anfang des 19. Jahrhunderts in North Carolina siedelte. In seiner Jugend zog er mit seiner verwitweten Mutter nach Tennessee, wo er 1853 am Franklin College seinen Abschluss machte und anschließend am Lebanon College Jura studierte. Nach seiner Zulassung durch die Anwaltskammer arbeitete er zuerst zwei Jahre als Anwalt in Nashville, danach ging er zurück nach North Carolina und betrieb eine Plantage. Als überzeugter Sezessionist bildete er bereits vor Ausbruch des Bürgerkriegs eine Kompanie von Freiwilligen.
Bei Ausbruch des Bürgerkriegs wurde Cox zum Major der 2. North Carolina Infanterie befördert und nach Virginia beordert. Während der Peninsula-Campaign (März bis Juli 1862) kämpfte er u. a. am 26. Juni 1862 bei der Schlacht von Mechanicsville und am 1. Juli 1862 bei der Schlacht am Malvern Hill. Bei der Schlacht bei Chancellorsville vom 1. bis 4. Mai 1863 wurde Cox fünfmal verwundet und verlor drei Viertel seines Regiments innerhalb von 15 Minuten. Aufgrund seiner Verwundungen und dieser Niederlage nahm er die nächsten Monate nicht mehr aktiv am Kriegsgeschehen teil. Erst bei der Schlacht bei Spotsylvania Court House vom 8. bis 21. Mai 1864 führte er wieder seine Truppen an. Einen Monat später erhielt er das Kommando über die Truppen von General Stephen Dodson Ramseur und wurde zum Brigadegeneral befördert. Vom 2. bis 9. April 1865 unterstützte er General Robert Edward Lee bei dessen Appomattox-Feldzug, wo er sich am Ende dem General der Unionsarmee Ulysses S. Grant ergab.
Nach dem Krieg lebte Cox wieder in North Carolina, arbeitete als Anwalt, wurde Präsident einer Eisenbahngesellschaft, Richter an einem Bezirksgericht, Mitglied der Universität, Autor und betätigte sich in der Politik. Vom 4. März 1881 bis zum 3. März 1887 war er als Demokrat Abgeordneter im US-Repräsentantenhaus und anschließend als Nachfolger von Anson G. McCook Sekretär des Senats. Am 31. Januar 1900 legte er sein Amt nieder und kehrte zurück auf seine Plantage im Edgecombe County, betätigte sich neben den Anforderungen seiner Plantage nur noch in der lokalen Politik North Carolinas und gründete das North Carolina Journal of Education.

## Werke (Auszug)
- Increase of officers of the House (1884)
- American labor and Chinese immigration (1886)
- Classification and compensation of public officers (1886)
- Address by General William Ruffin Cox, Army Northern Virginia (1911)